# Sociedade para as Missões Estrangeiras de Paris

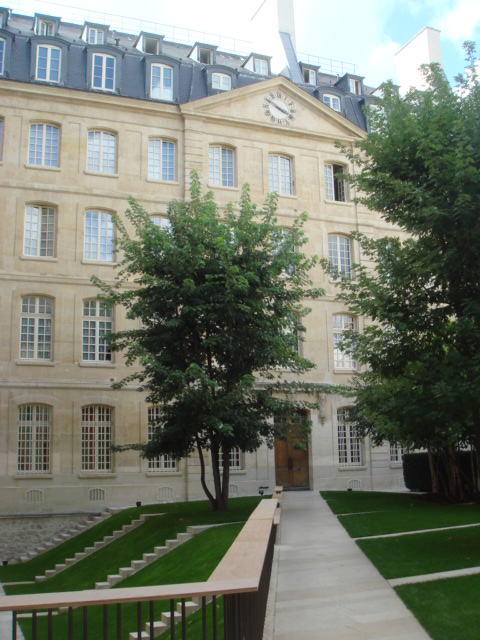
Sede da Sociedade para as Missões Estrangeiras de Paris, na Rue du Bac.

A Sociedade para as Missões Estrangeiras de Paris (em francês, La Société des Missions Étrangères, outrora chamado de Séminaire des Missions Étrangères; em latim, Societas Parisiensis missionum ad exteras gentes) é uma sociedade de vida apostólica e de direito pontifício, constituída por padres seculares e leigos dedicados à evangelização em terras estrangeiras. Logo, não é uma ordem religiosa. Seu acrónimo é M.E.P..

## História

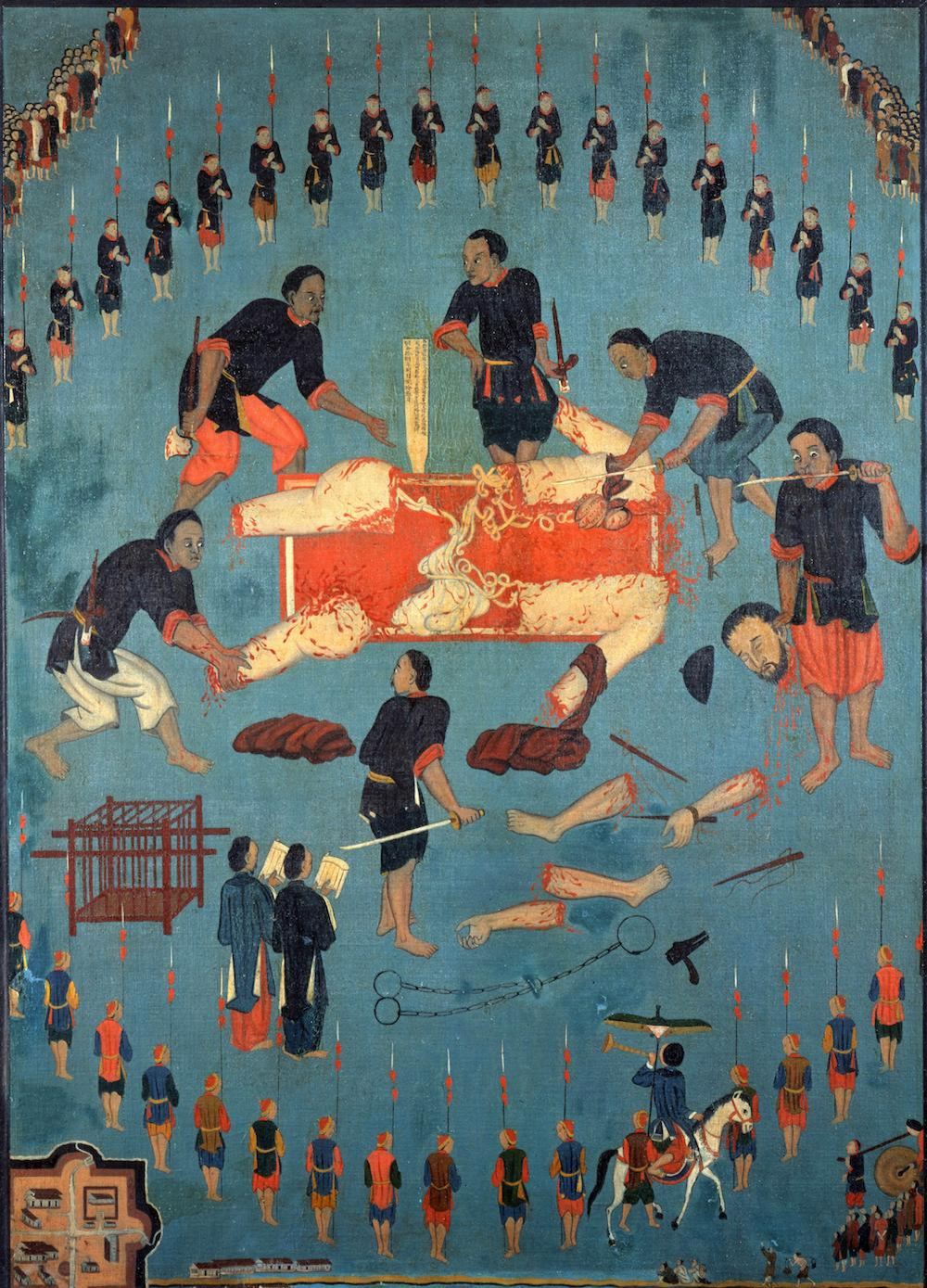
Martírio de Jean-Charles Cornay

A Sociedade para as Missões Estrangeiras de Paris, maioritariamente constituída por franceses, foi criada em Paris em 1658-1663. Em 1659, as instruções para o estabelecimento da Sociedade foram dadas pela Sagrada Congregação da Propaganda Fide, com a devida aprovação do Papa. Isto marcou a criação de uma instituição missionária que, pela primeira vez, não dependia do controlo e da proteção de Espanha ou de Portugal, que eram, até à data, as principais potências missionárias cristãs. Desde a sua fundação, a instituição enviou mais de 4,200 padres missionários para a Ásia, com a missão de se adaptar aos costumes locais, estabelecer um clero nativo e manter contactos estreitos com Roma e com o Papa. Aliás, nas instruções de 1659, o respeito e a adaptação aos costumes locais dos países a serem evangelizados foram considerados primordiais:
"Não atue com zelo, não apresente argumentos para convencer essas pessoas a mudar os seus ritos, os seus costumes e os seus usos, exceto se forem manifestamente contrários à religião e à moral católicas. O que seria mais absurdo do que trazer a França, a Espanha, a Itália ou qualquer outro país europeu para os chineses? Não lhes tragam os nossos países, mas sim tragam-lhes a Fé, a Fé que não rejeita ou fere os ritos, nem os usos de qualquer pessoa, desde que estas não são de mau gosto, mas que ao invés mantém e protege-os." 
Os dois fundadores da Sociedade, os padres franceses Pierre Lambert de La Motte (1624 - 1679) e François Pallu (1626 - 1684), foram respectivamente nomeados vigários apostólicos da Cochinchina e do Tonkin pelo Papa Alexandre VII, em 1658. Estas nomeações entraram em directo confronto com o Padroado português, que naquela altura era o principal responsável pela evangelização da Ásia e do Extremo Oriente (excepto as Filipinas). 
No Vietname, o Bispo Lambert de la Motte fundou a Congregação das Irmãs Amantes da Santa Cruz, com freiras indígenas, para juntar forças com os seus missionários na evangelização do Sudeste Asiático. Em 1663, a Sociedade inaugurou um seminário para a formação do clero missionário na Rue du Bac, em Paris: a fundação foi aprovada pela Santa Sé em 11 de Agosto de 1664. Apesar de eles se comprometerem a adaptar-se aos costumes locais, vários missionários da Sociedade (como o monsenhor Maigrot), ao condenarem a prática de certos ritos chineses, participaram na controvérsia dos ritos na China, que causou danos catastróficos para o catolicismo na China. Também no Vietname, alguns missionários da Sociedade (entre os quais o padre Pigneau de Behaine) conseguiram convencer o governo francês a apoiar o general Nguyen Anh a tomar o poder. Devido à ajuda francesa, o general proclamou-se imperador em 1802, sob o nome de Gia Long, e instaurou assim a Dinastia Nguyễn.
No século XIX, as perseguições locais a missionários da Sociedade foram muitas vezes um pretexto para a intervenção militar francesa na Ásia, como por exemplo no Vietname e na China, porque a França prometeu proteger a Sociedade. Na China, o assassinato do Padre Auguste Chapdelaine tornou-se no casus belli para a participação francesa na Segunda Guerra do Ópio, em 1856. Na Coreia, as perseguições foram usadas para justificar a campanha francesa de 1866 contra a Coreia.

## Difusão atual
Hoje a Sociedade para as Missões Estrangeiras de Paris continua a ser uma instituição muito ativa na evangelização da Ásia. Em 31 de dezembro de 2005, a companhia contava com 19 casas e 294 membros, sendo 285 sacerdotes. Juridicamente, a sociedade esteve sempre ligada à Congregação para a Evangelização dos Povos.

## Ligação externa
- (em francês) La Société des Missions Etrangères, Paris
- (em inglês) Dados sobre a Sociedade no Catholic Hierarchy